# Corrupción en los Estados Unidos

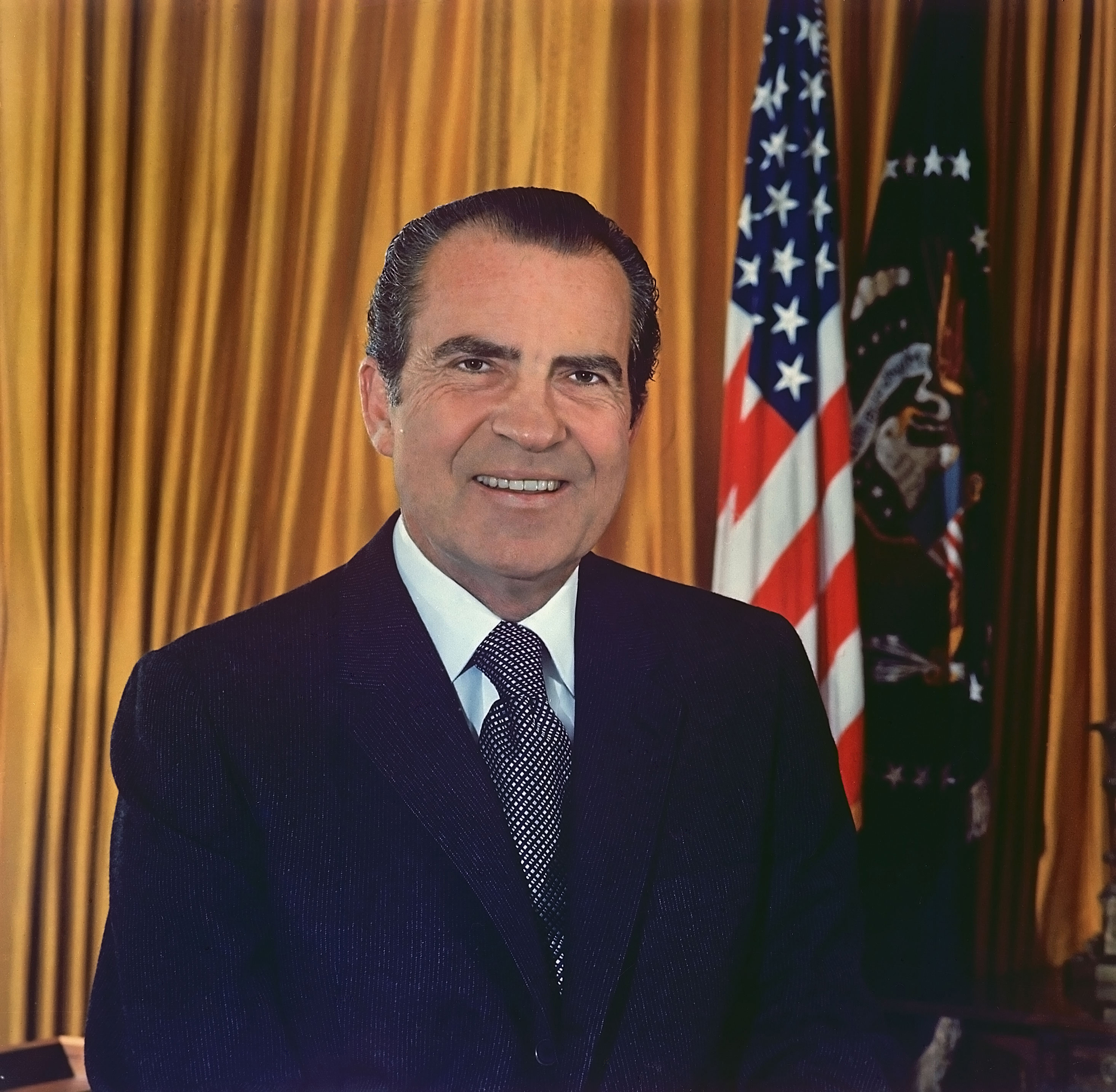
El presidente Richard Nixon personificó la corrupción estadounidense del.

La corrupción en los Estados Unidos se manifiesta con algunos funcionarios que abusan de sus poderes para obtener ganancias privadas. En 2022,  Unidos es el 27º país menos corrupto según el Índice de percepción de corrupción.
La corrupción alcanzó su punto máximo en el siglo XIX y prácticamente se subsanó con las reformas de la Era progresista. Hoy es ínfima si se compara con las de, por ejemplo; Argentina o México.[cita requerida]
Estados Unidos ha sido citado como un paraíso fiscal, en 2020 ocupó el segundo lugar en el Índice de Opacidad Financiera y en 2016 una estimación colocó su riqueza extraterritorial total en US$ 800 mil millones. Su Ley de Cumplimiento Tributario de Cuentas Extranjeras establece que los gobiernos extranjeros tienen que revelar las cuentas estadounidenses en sus países, pero no es obligatorio para ellos hacer lo mismo.

## Historia

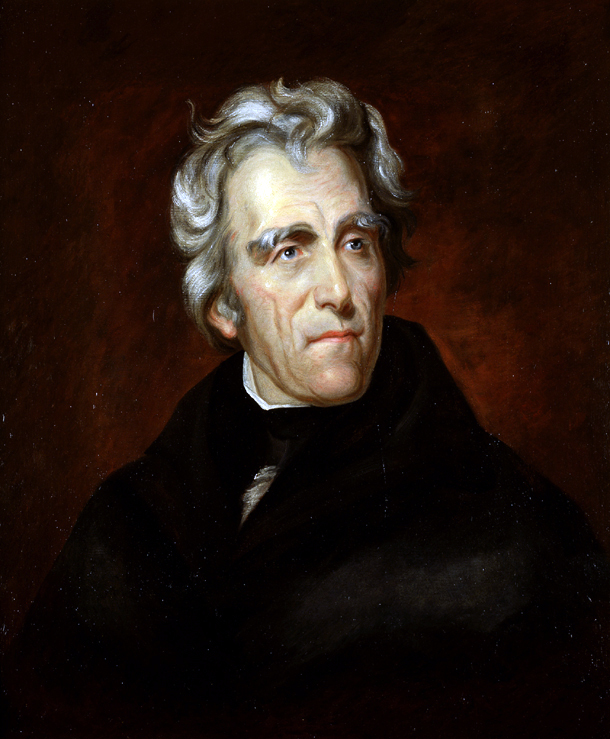
Durante la presidencia de Andrew Jackson se alcanzó una alta corrupción.

La corrupción se remonta a la fundación del país y la Revolución Americana fue, en parte, una respuesta a la corrupción de la Corona británica. La separación de poderes se desarrolló para permitir la rendición de cuentas y la libertad de asociación permitió a los ciudadanos organizarse independientemente del gobierno, en contraste con las potencias europeas de aquel momento
Durante el Primer Congreso, el secretario del Tesoro Alexander Hamilton propuso varias iniciativas económicas nuevas; que involucraban impuestos, aranceles, deudas y un banco nacional. Los temores de que estas propuestas condujeran a la corrupción crecieron tanto, que se formó el Partido Demócrata-Republicano para combatirla.

### SigloXIX
La corrupción alcanzó su máximo histórico en este siglo, iniciando en las elecciones presidenciales de 1824 y donde ya Andrew Jackson se postuló como candidato anticorrupción. El problema solo se exasperó por los controvertidos resultados que impidieron la victoria de Jackson, en favor de John Quincy Adams y pasó a conocerse como «el trato corrupto».

#### Democracia jacksoniana
Tras la victoria de Jackson en las siguientes elecciones, una disputa por el banco nacional volvió a cobrar relevancia en el tema de la corrupción y la era pasó a conocerse como democracia jacksoniana.
En los estados, las autoridades autorizarían estatutos corporativos para autorizar la creación de nuevas empresas. Estos enfrentaron cierta resistencia debido a su potencial de corrupción, si bien generalmente se usaron de manera que promovieran el desarrollo económico, pues hubo casos en los que se les dio un trato preferencial a los aliados políticos. La Regencia de Albany, por ejemplo, autorizó cartas para los bancos a cambio de apoyo político y financiero. Este problema finalmente se resolvió cuando los estados estandarizaron el proceso de incorporación en los años 1840 y una nueva moral patriótica surgida con la Guerra contra México.

#### Edad dorada

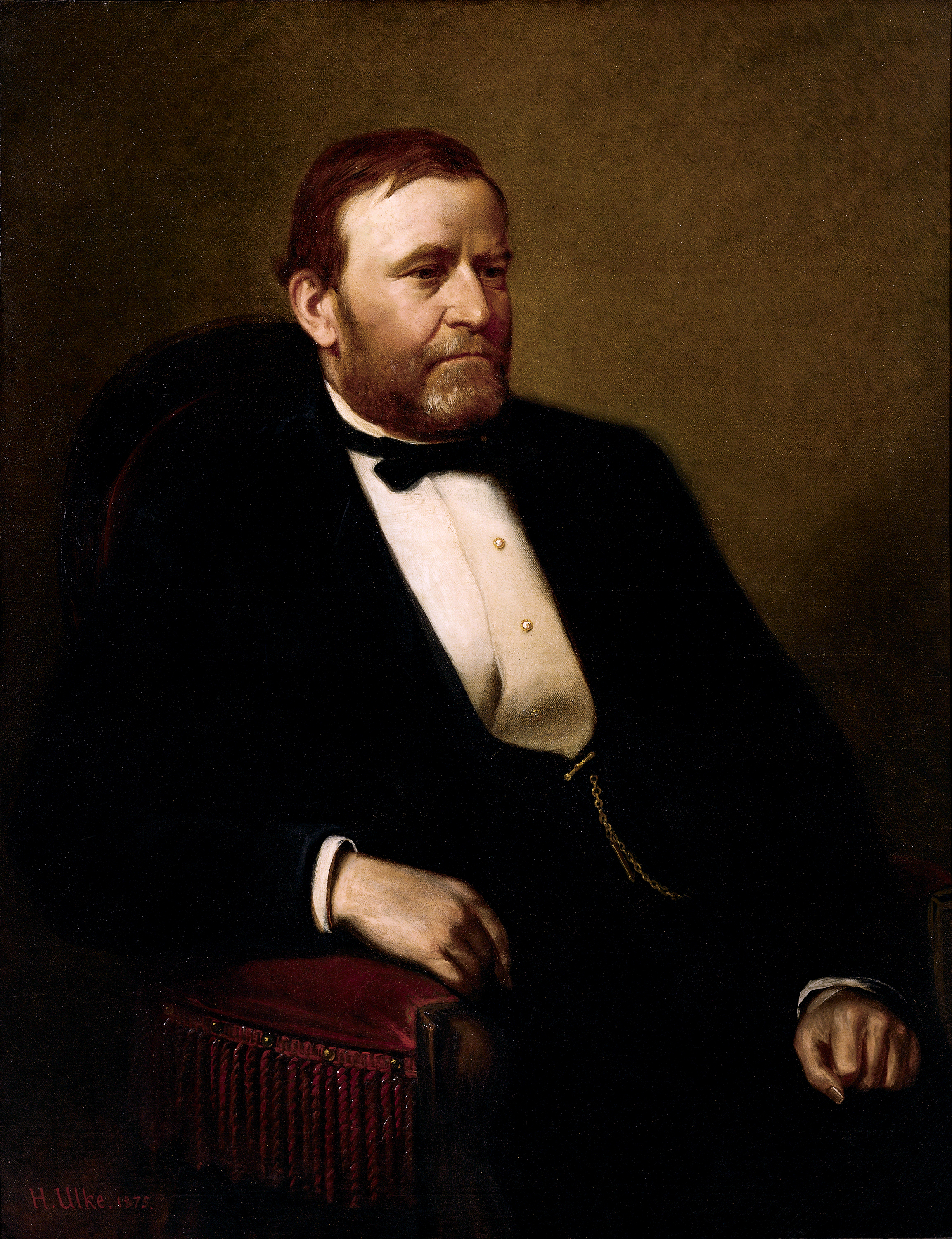
En la presidencia de Ulysses S. Grant se alcanzó el punto máximo.

La Edad Dorada fue el período de mayor prosperidad y crecimiento, e hizo de los Estados Unidos una superpotencia internacional. Este crecimiento resultó en un aumento correspondiente de corrupción y soborno en el gobierno y en los negocios, particularmente con el sistema de botín.
La presidencia de Ulysses S. Grant estuvo plagada de casos de corrupción: el Whisky Ring, el escándalo de Star Route, el escándalo de los puestos de comerciantes y el escándalo de Crédit Mobilier. Había sido elegido sin experiencia política y tenía poca capacidad para controlar o regular a los miembros de su gobierno, quienes procedieron a aprovechar su inexperiencia.
La reforma del servicio civil de 1883, bajo la presidencia de Chester A. Arthur, prácticamente solucionó la corrupción hasta ese momento.

### SigloXX

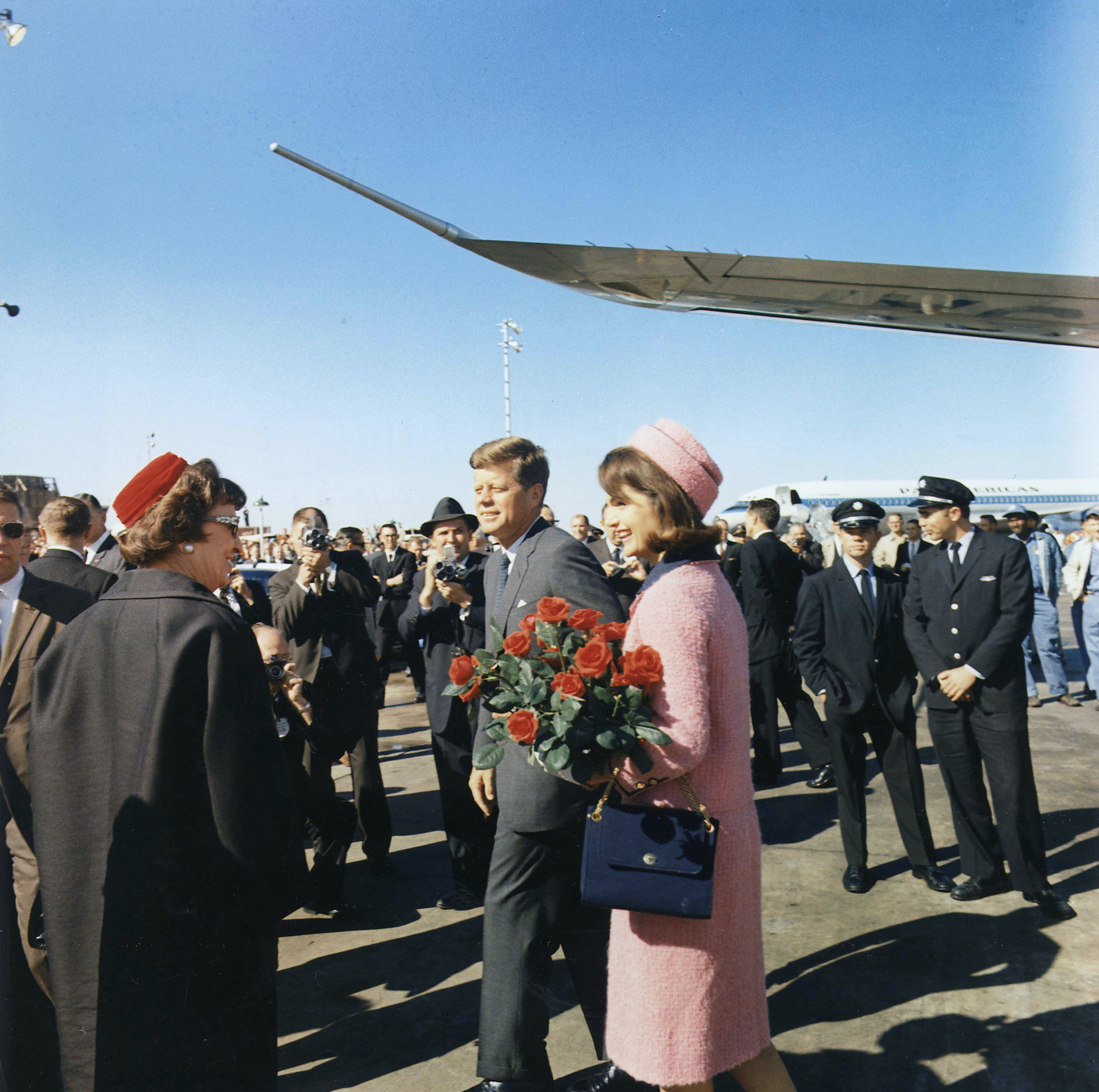
Se cree que la corrupción estuvo directamente implicada en el asesinato de John F. Kennedy.

La Era Progresista fue un período de fervorosa anticorrupción, destacando el presidente Theodore Roosevelt; quien lideró los esfuerzos para un mejor derecho de la competencia. Durante este tiempo las máquinas políticas fueron atacadas y los monopolios disueltos, logrando erradicar la corrupción a un nivel ínfimo.
El escándalo del Teapot Dome fue un caso importante de corrupción durante la presidencia de Warren G. Harding, cuando se descubrió que el secretario del Interior Albert B. Fall había aceptado sobornos de compañías petroleras a cambio de acceso a las reservas de petróleo del gobierno. Fall fue juzgado, condenado a prisión y encarcelado.

#### Richard Nixon
El considerado peor presidente en la historia, Richard Nixon, fue notablemente objeto de múltiples acusaciones de corrupción y al final le costó su renuncia.
En 1952 mientras se postulaba para vicepresidente, pronunció un famoso discurso en el que declaró que aceptó un regalo, un perro llamado Checkers y que no tenía intención de devolverlo. Durante su presidencia el vicepresidente Spiro Agnew fue declarado culpable de fraude fiscal y el propio Nixon estuvo implicado en el escándalo Watergate.
A fines de los años 1970 el FBI ejecutó la operación encubierta Abscam, que a principios de los años 1980 condujo a la condena de siete miembros del Congreso estadounidense por corrupción.

## Actualidad

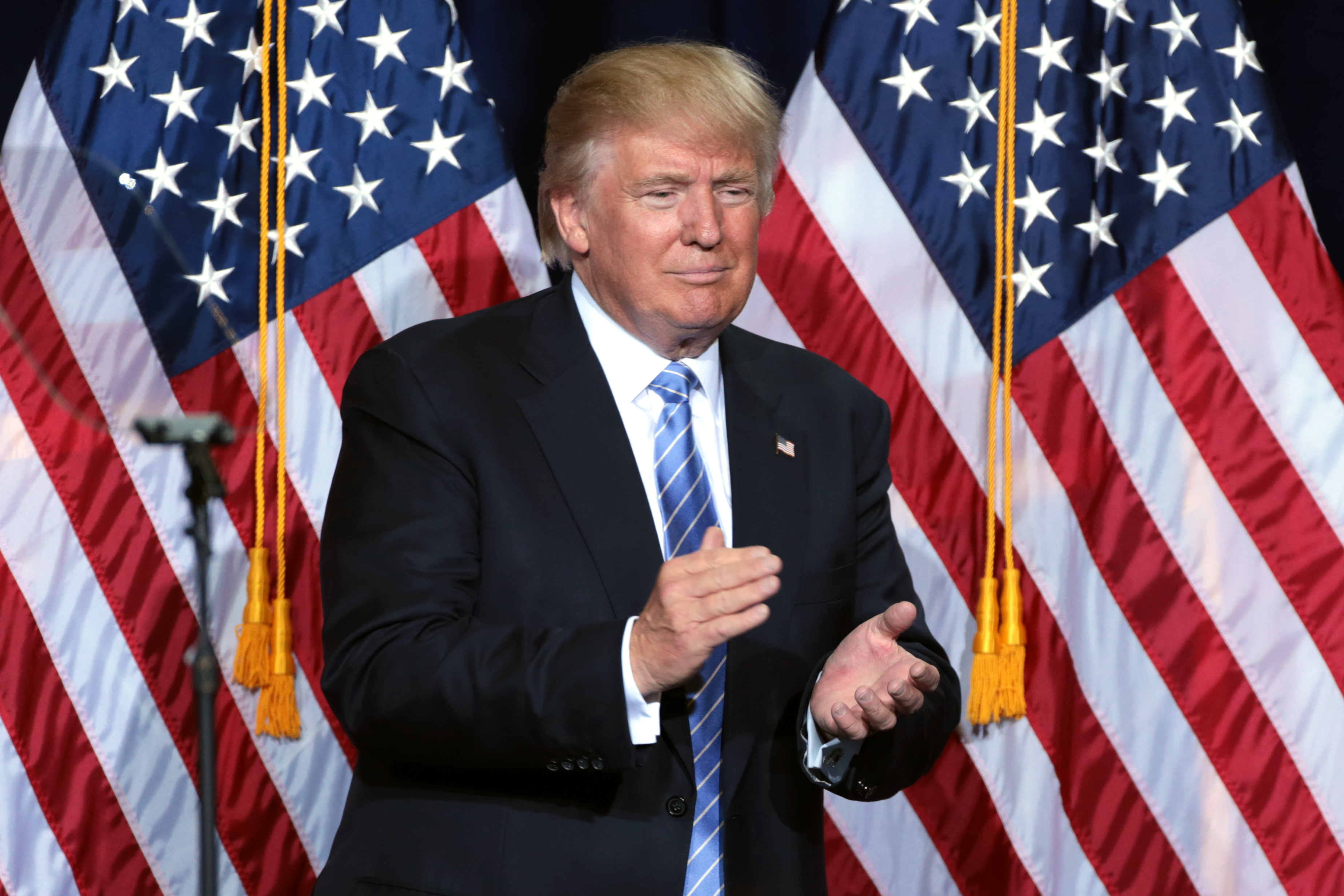
Al presidente Donald Trump se le atribuye corrupción, pero no se ha probado.

Actualmente se sabe que algunos estados tienen problemas de corrupción. En 2018 Illinois, Luisiana y Tennessee fueron etiquetados como «lo peor de lo peor».
En 2019 Stephen Walt dijo que Estados Unidos se estaba volviendo cada vez más corrupto y señaló como ejemplos: la administración Trump, las causas de la Gran Recesión, el fracaso del Boeing 737 MAX y el escándalo de sobornos en las admisiones universitarias de 2019. Argumentó que estos muestran que la corrupción es un problema creciente y, a largo plazo, amenaza el poder blando del país.
Transparencia Internacional afirmó ese mismo año: «Estados Unidos está experimentando amenazas a su sistema de frenos y contrapesos, junto con una erosión de las normas éticas en los más altos niveles de poder», citando el populismo, el nativismo y la polarización política como factores que puede aumentar la corrupción.

### Años 2020
La percepción de corrupción ha disminuido en los últimos años, cayendo de su puesto 18 en 2016 al 27 de 180 en el Índice de Percepción de la Corrupción de Transparencia Internacional de 2022.

## Anticorrupción

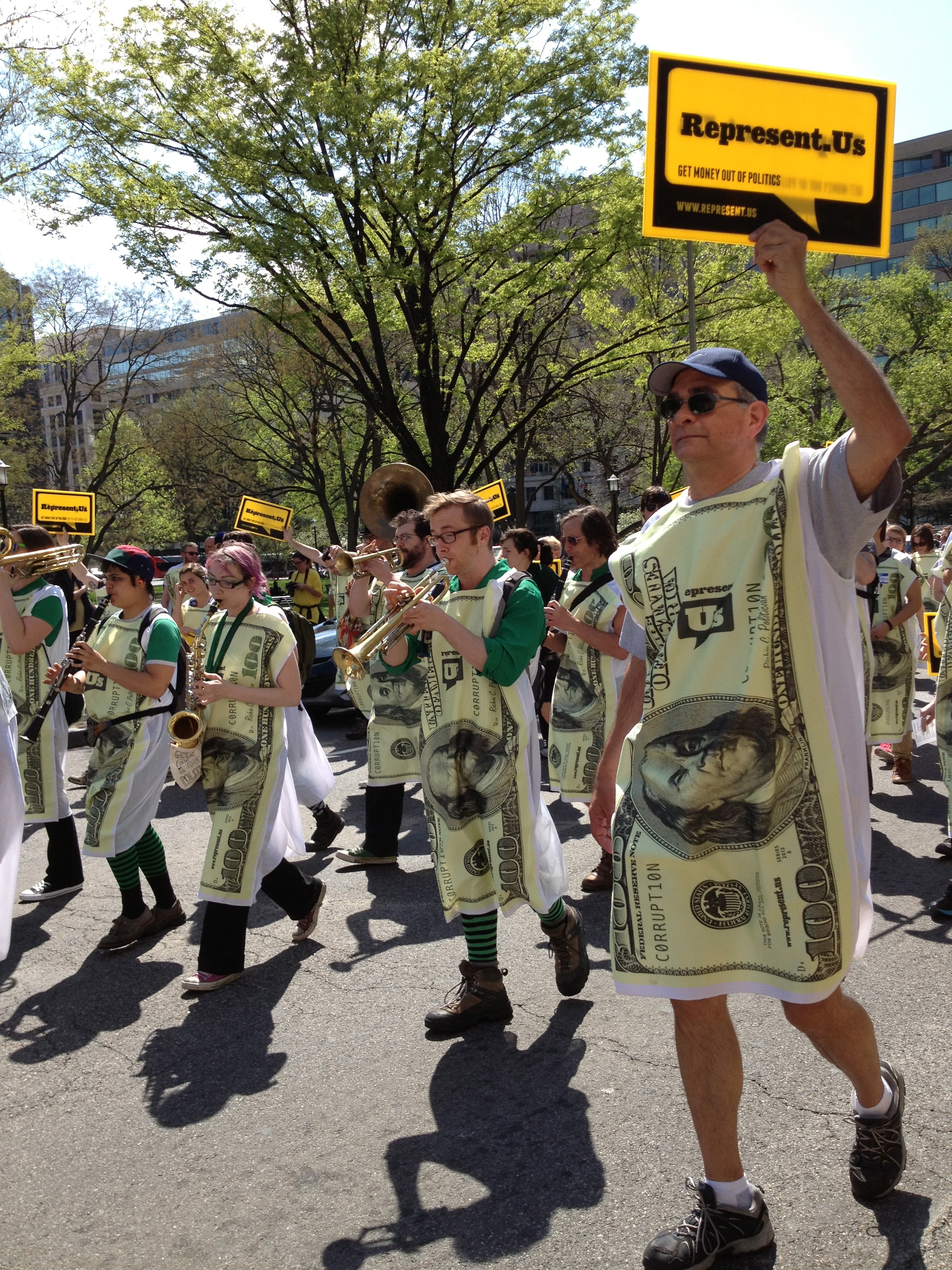
Manifestación de RepresentUs en Washington D. C.

El FBI es responsable de investigar la corrupción en aquel país y el extranjero, si repercute en los Estados Unidos, reconociéndola como su «máxima prioridad de investigación criminal».
En 2012 se fundó la organización no partidista y sin fines de lucro RepresentUs. Financiada por donaciones y subvenciones, se niega a aceptar financiamiento de partidos políticos, tiene como objetivo poner fin a la corrupción política en los Estados Unidos y no respalda ni se opone a candidatos políticos particulares, además de brindar información y organizar protestas.

### Ley Anticorrupción Americana
En 2011 el funcionario republicano Trevor Potter elaboró el proyecto de Ley Americana de Anticorrupción (AACA). Está diseñada para limitar o prohibir las prácticas percibidas como importantes contribuyentes a la corrupción política y tiene como objetivo servir como legislación modelo que establezca un estándar anticorrupción para las leyes municipales, estatales y federales.

## En la cultura popular
El libro Todos los hombres del presidente, publicado en 1974, describe el Escándalo Watergate. La película homónima fue estrenada en 1976.
La película JFK, del director Oliver Stone y estrenada en 1991, retrata como el poder político ordenó el asesinato del presidente John F. Kennedy para lograr beneficios económicos al permitir que éste no evite la Guerra de Vietnam.
El episodio Mr. Lisa Goes to Washington, de la serie animada Los Simpson, muestra a un congresista que acepta sobornos y provoca en Lisa decepción e ira por los políticos.
El informe Pelícano, novela de John Grisham publicada en 1992, cuenta la historia de como el presidente ordena matar a algunos jueces de la Corte Suprema para lograr sus proyectos políticos. La película homónima se estrenó en 1993.
La película The Post, estrenada en 2017, retrata la historia de como los periodistas publicaron los Pentagon Papers, donde se descubrió que el gobierno buscaba beneficios económicos al implicarse en la Guerra de Vietnam.